# Hiroyuki Kōmoto
Hiroyuki Kōmoto (河本 裕之?, Kōmoto Hiroyuki; Kōbe, 4 settembre 1985) è un ex calciatore giapponese, di ruolo difensore.

## Carriera
Ha militato per tutta la carriera nel Vissel Kobe, ad eccezione della stagione 2012, in cui ha giocato per l'Omiya Ardija, in prestito.